# Al-Mansura (Akka)
Al-Mansura (arab. المنصوره) – nieistniejąca już arabska wieś, która była położona w Dystrykcie Akki w Mandacie Palestyny. Wieś została wyludniona i zniszczona podczas I wojny izraelsko-arabskiej, po Sił Obronnych Izraela w dniu 31 października 1948 roku.

## Położenie
Al-Mansura leżała wśród wzgórz w północnej części Górnej Galilei, w odległości 29 kilometrów na północny wschód od miasta Akka. Według danych z 1945 roku do wsi należały ziemie o powierzchni 3401,3 ha. We wsi mieszkało wówczas 2300 osób.
| własność gruntów | powierzchnia gruntów (hektary) |
| ---------------- | ------------------------------ |
| Arabowie         | 2661,9                         |
| Żydzi            | 0                              |
| publiczne        | 739,4                          |
| Razem            | 3401,3                         |

## Historia
W okresie panowania Brytyjczyków al-Mansura była dużą wsią. We wsi był kościół.

Podczas wojny domowej w Mandacie Palestyny w 1948 roku w rejonie wioski stacjonowały siły Arabskiej Armii Wyzwoleńczej. Podczas I wojny izraelsko-arabskiej w październiku 1948 roku Izraelczycy przeprowadzili operację „Hiram”. W dniu 31 października al-Mansura została zajęta przez izraelskich żołnierzy. Następnie wysiedlono wszystkich mieszkańców, a domy wyburzono.

## Miejsce obecnie
Na gruntach wioski al-Mansura powstał w 1966 roku moszaw Netu’a.